# Pandanus grallatus
Pandanus grallatus är en enhjärtbladig växtart som beskrevs av Benjamin Clemens Masterman Stone. Pandanus grallatus ingår i släktet Pandanus och familjen Pandanaceae.
Artens utbredningsområde är Madagaskar. Inga underarter finns listade.